# Blanka Poliaková
Blanka Poliaková, pseudonym Andrea Kohútová (19. června 1936 Banská Bystrica – 29. listopadu 2023) byla slovenská spisovatelka, básnířka a redaktorka.

## Životopis
Studovala na gymnáziu v Banské Bystrici, kde maturovala v roce 1954. V roce 1954 pracovala jako hlasatelka místního rozhlasu, v roce 1955 jako kalkulantka Stavoindustrie, v letech 1956–1958 jako kreslička Vojenského kartografického ústavu. V letech 1958–1968 byla pracovnicí Muzea SNP v Banské Bystrici, v roce 1969 redaktorkou nakladatelství Mladé letá a v letech 1970–1993 redaktorkou časopisu Slovenka v Bratislavě.
Debutovala básnickou sbírkou Požičaj mi deň (1963), ve které převažují přírodní motivy a pocitové vnímání světa. V dalších sbírkách intimní lyriky se zamýšlela nad křehkostí milostného citu, dočasností štěstí a nad trvalými hodnotami v lidském životě, přičemž nezapomněla ani na společenské vazby. Složitý vnitřní svět mladých lidí zobrazila v próze Dedičstvo (1968), reportáže z cest po Bulharsku shrnula do knihy V mojich stopách more (1987). Pro děti předškolního věku napsala verše, ve kterých bez moralizování vštěpuje dětem smysl pro dobro, krásu a lidskost.

## Dílo
- Požičaj mi deň (1963)
- Zaklínadlá (1965)
- Dedičstvo (1968)
- Malý svet (1977)
- Nepovedala som nahlas (1977)
- Listy (1984)
- Aha, mama, ja už viem (1985)
- V mojich stopách more (1987)
- Aha, oco, ako rastiem (1990)